# Platylabus muticus
Platylabus muticus là một loài tò vò trong họ Ichneumonidae.